# イルムス

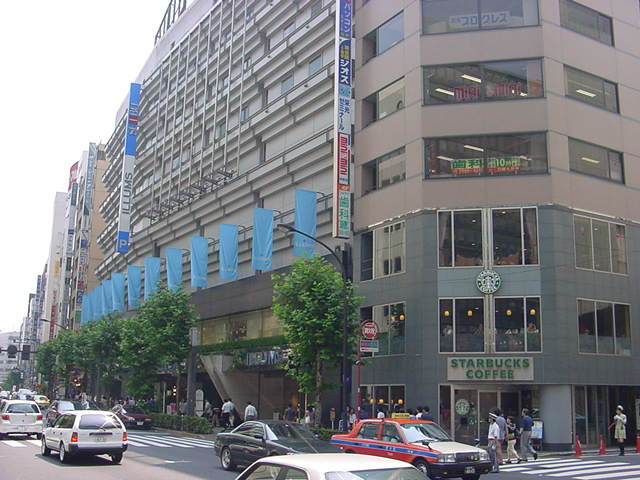
西武百貨店池袋本店イルムス館

イルムス（株式会社イルムスジャパン、英: ILLUMS JAPAN Inc.）は、デンマークのインテリアショップ「イルムスボリフス」をベースにした、「イルムス」を日本全国に店舗展開する企業である。
北欧のインテリア雑貨、インテリア用品、家具の販売やコーディネートなどを手掛ける。スカンジナビアモダンを追求し、都市生活者のライフスタイルを提案する。1998年、西武百貨店と業務提携。1999年4月、池袋でイルムス館として1号店をオープンさせる。トレードマークの王冠と「PURVEYOR TO HER MAJESTY THE QUEEN OF DENMARK」の表記はデンマーク王室御用達の証しである。

## 概要

### 日本
日本では、1998年10月、ロイヤルスカンジナビアグループ（デンマーク）と西武百貨店が業務提携を発表。1999年4月、池袋西武の旧「SMA館（セゾン美術館）」に1号店「イルムス館」オープン。その後、ミレニアムリテイリングの西武とそごうを中心に店舗展開して行く。2001年、イルムスジャパン設立。2003年5月、伊藤忠商事が資本参加。現在は、インスタイルグループの子会社となっている。
雑貨や家具などの販売だけではなく、企画・開発、インテリアコーディネート業務、インテリアデザインの企画・設計など幅広く行なう。イケアなどのホームセンターではなく、セレクトショップの一つに数えられる。
なお、子供向けのライフスタイルを提案するイルムスキッズ、イルムスエンターテイイニング、スカンジナビアン・インテリア・BYイルムスなどの異業態も展開している。

### デンマーク
本国のデンマークでは、首都コペンハーゲンのストロイエ通りの中ほどにそびえる白亜の建物が本店である。1925年の設立当初より、「イルムスボリフス」は優れたモダンインテリアデザインのみを扱う専門店を目指し、商品構成は家具などのホームアクセサリーが中心である。国際的に高い評価を得た新進気鋭のデザイン家具から、北欧家具史に残る匠らの作品まで幅広く揃えている。また、デザイナーにとっては、イルムスに作品が置かれることが誇りであり、顧客はそのショーウィンドウを見て、シーズンのインテリアを決めることを楽しみとしていると言われる。

## 歴史・沿革（デンマーク）

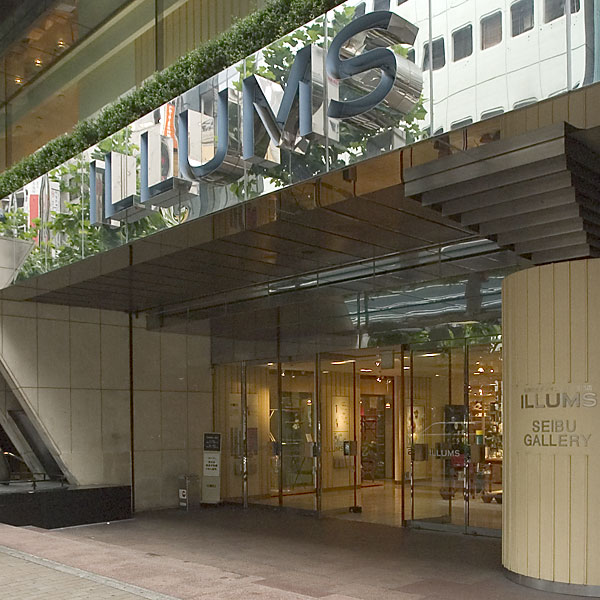
西武イルムス館正面ゲート

- 1925年 - ブリタ・ドールセンとカイ・デッソーが設立。当初の店名はデンマーク語で「暮らし」を意味する“BO”（ボー）。
- 1941年 - A.C.Illum A/S百貨店の経営者でもあるイルム家、ボルグ家、トロック・ヤンセン家に吸収され、「イルムスの家」を意味する現在のイルムスボリフスに改名した。
- 1961年 - 店舗の大幅な改修工事がケイ・コルビンの設計で行われ、中央吹き抜けの高い天井、エスカレーター、灯り取りなどがある個性的な現在の造りに。現在、イルムスボリフスは4000m2の敷地に建つ4階建て店舗である。
- 1985年 - ロイヤルコペンハーゲングループ（現:ロイヤルスカンジナビアグループ,1997年にコスダ.ボダなど5社で合併し設立）に入る。ロイヤル・コペンハーゲンやジョージ・ジェンセンと連結されたことで、デンマークのホームファニシング文化を代表する3店舗が、同時に見られるようになった。現在では、ロイヤルスカンジナビアグループの「イルムスボリフス」、「ホルムガード」、「ロイヤルコペンハーゲンポーセリン」、「ロイヤル コペンハーゲンアンティーク」、「ジョージ ジェンセン」の各店がストロイエ通りのアマートゥ広場近くに隣接している。

## BRAND
| - ROYAL COPENHAGEN - HOLMEGAARD - GEORG JENSEN - KOSTA BODA - bodaNova - iittala - EVA TRIO - eva solo | - STOKKE - bodum - Fritz Hansen - artek - marimekko - ILLUMS Basic - Kinnasand - boras などを展開。 |

## 業態別の店舗（日本）

### イルムス
| - イルムス日本橋（YUITO2F） | - イルムス梅田（ハービス PLAZA ENT2F） |